# VH1 Storytellers (émission de télévision)
Pour les articles homonymes, voir VH1 Storytellers.
VH1 Storytellers est une émission télévisée musicale produite par la chaîne VH1.
À chaque émission, différents artistes jouent devant un public peu nombreux et discutent de leur musique et de leurs différentes expériences autant sur le plan artistique que personnel. L'émission a commencé en 1996 avec une émission de Ray Davies, au cours de sa tournée "Storyteller". L'émission a ensuite conservé ce nom.
Plus de 60 émissions ont été diffusées et certaines ont été suivies d'un CD ou d'un DVD. Une compilation a également vu le jour.

## Liste des artistes qui ont participé à VH1 Storytellers
| Numéro | Nom                             | Date               | CD / DVD |
| ------ | ------------------------------- | ------------------ | -------- |
| 01     | Ray Davies                      | 20 février 1996    | CD       |
| 02     | Jackson Browne                  | 18 avril 1996      |          |
| 03     | Elvis Costello                  | 25 mai 1996        |          |
| 04     | Sting                           | 15 juillet 1996    |          |
| 05     | The Black Crowes                | 27 août 1996       |          |
| 06     | Melissa Etheridge               | 13 septembre 1996  |          |
| 07     | Lyle Lovett                     | 21 octobre 1996    |          |
| 08     | Garth Brooks                    | 20 octobre 1996    |          |
| 09     | Bee Gees                        | 25 novembre 1996   |          |
| 10     | James Taylor                    | 26 mars 1997       |          |
| 11     | Phil Collins                    | 14 avril 1997      |          |
| 12     | Willie Nelson & Johnny Cash     | 12 mai 1997        | CD       |
| 13     | John Fogerty                    | 6 juin 1997        |          |
| 14     | Counting Crows                  | 12 août 1997       |          |
| 15     | Billy Joel                      | 1er septembre 1997 |          |
| 16     | Elton John                      | 19 septembre 1997  |          |
| 17     | Paul Simon                      | 20 octobre 1997    |          |
| 18     | Sarah McLachlan avec Paula Cole | 29 janvier 1998    |          |
| 19     | Shawn Colvin                    | 27 mars 1998       |          |
| 20     | Rod Stewart                     | 28 avril 1998      |          |
| 21     | Culture Club                    | 2 mai 1998         |          |
| 22     | Bonnie Raitt                    | 12 mai 1998        |          |
| 23     | Ringo Starr                     | 13 mai 1998        | CD       |
| 24     | Stevie Nicks                    | 18 août 1998       |          |
| 25     | Sheryl Crow                     | 20 août 1998       |          |
| 26     | Natalie Merchant                | 14 septembre 1998  |          |
| 27     | John Mellencamp                 | 1er octobre 1998   |          |
| 28     | Meat Loaf                       | 5 octobre 1998     |          |
| 29     | R.E.M.                          | 23 octobre 1998    |          |
| 30     | Tori Amos                       | 24 octobre 1998    |          |
| 31     | Tony Bennett et Backstreet Boys | 25 octobre 1998    |          |
| 32     | Dave Matthews avec Tim Reynolds | 24 mars 1999       |          |
| 33     | Tom Petty                       | 31 mars 1999       |          |
| 34     | Tom Waits                       | 1er avril 1999     |          |
| 35     | Jewel                           | 9 juin 1999        |          |
| 36     | The Pretenders                  | 25 juin 1999       |          |
| 37     | Def Leppard                     | 27 juillet 1999    |          |
| 38     | Alanis Morissette               | 26 juillet 1999    |          |
| 39     | Lenny Kravitz                   | 22 août 1999       |          |
| 40     | David Bowie                     | 23 août 1999       | CD       |
| 41     | Wyclef Jean & Co                | 7 septembre 1999   |          |
| 42     | Eurythmics                      | 28 août 1999       |          |
| 43     | Steely Dan                      | 1er février 2000   |          |
| 44     | Crosby, Stills, Nash and Young  | 18 février 2000    |          |
| 45     | Don Henley                      | 19 février 2000    |          |
| 46     | Stone Temple Pilots             | 8 mars 2000        |          |
| 47     | Duran Duran                     | 25 juin 2000       |          |
| 48     | No Doubt                        | 10 août 2000       |          |
| 49     | Smashing Pumpkins               | 24 août 2000       |          |
| 50     | Bon Jovi                        | 22 septembre 2000  |          |
| 51     | Hommage à The Doors             | 26 septembre 2000  | DVD      |
| 52     | Matchbox Twenty                 | 9 février 2001     |          |
| 53     | Billy Idol                      | 19 avril 2001      |          |
| 54     | Electric Light Orchestra        | 20 avril 2001      |          |
| 55     | Train & Fuel                    | 17 juin 2001       |          |
| 56     | Goo Goo Dolls                   | 12 avril 2002      |          |
| 57     | Robert Plant                    | 14 juillet 2002    |          |
| 58     | Travis                          | 2003               |          |
| 59     | Coldplay                        | 2005               |          |
| 60     | Green Day                       | 5 juin 2005        |          |
| 61     | Dave Matthews Band              | 2005               |          |
| 62     | Bruce Springsteen               | 23 avril 2005      | DVD      |
| 63     | Pearl Jam                       | 1er juillet 2006   |          |
| 64     | Dixie Chicks                    | 28 octobre 2006    |          |
| 65     | Jay-Z                           | 8 novembre 2007    |          |
| 66     | Mary J. Blige                   | 25 février 2008    |          |
| 67     | Kid Rock                        | 27 novembre 2008   |          |
| 68     | Kanye West                      | 28 février 2009    | CD       |
| 69     | Hanson                          | 2009               |          |
| 70     | Pete Townshend                  | 2009               |          |
| 71     | Foo Fighters                    | 2009               |          |
| 72     | ZZ Top                          | 2009               |          |
| 73     | John Mayer                      | 10 décembre 2009   |          |
| 74     | Christina Aguilera              | 5 mai 2010         | CD       |
| 75     | Kings of Leon                   | 13 mai 2011        |          |
| 76     | Cee-Lo Green                    | 20 mai 2011        |          |
| 77     | Death Cab for Cutie             | 27 mai 2011        |          |
| 78     | My Morning Jacket               | 3 juin 2011        |          |
| 79     | Ray LaMontagne                  | 10 juin 2011       |          |
| 80     | Maxwell                         | 17 juin 2011       |          |
| 81     | Jill Scott                      | 12 mai 2012        |          |
| 82     | Jason Mraz                      | 1er juin 2012      |          |
| 83     | Norah Jones                     | 8 juin 2012        |          |
| 84     | Grace Potter and the Nocturnals | 15 juin 2012       |          |
| 85     | Taylor Swift                    | 11 novembre 2012   |          |
| 86     | Alicia Keys                     | 12 novembre 2012   |          |
| 87     | P!nk                            | 13 novembre 2012   |          |

## Anecdotes
Meat Loaf a tellement apprécié l'émission qu'il a acheté les décors à VH-1 et a fait une tournée "Storytellers" en 1998/1999.